# Kościół Niepokalanego Serca Najświętszej Maryi Panny i św. Mikołaja w Grabowie nad Prosną
Kościół Niepokalanego Serca Najświętszej Maryi Panny i Świętego Mikołaja w Grabowie nad Prosną – rzymskokatolicki kościół parafialny w mieście Grabów nad Prosną. Mieści się przy ulicy Grodzkiej. Należy do dekanatu Grabów.

## Historia
Jest to świątynia murowana z cegły i rudy żelaza, wzniesiona pierwotnie w latach 1662–1684 roku, konsekrowana w 1741 roku, nakryta dachówką żłobkowatą, zniszczona przez pożar w 1830. Obecną formę o zatartych cechach barokowych, otrzymała w 1870 roku po odbudowie. Podczas II wojny światowej częściowo zniszczona (ostrzałem armii sowieckiej), ale odbudowana przez parafian i ozdobiona nową polichromią oraz wystrojem o cechach barokowych. Konsekrowana w 1949 roku. 

## Architektura i wyposażenie

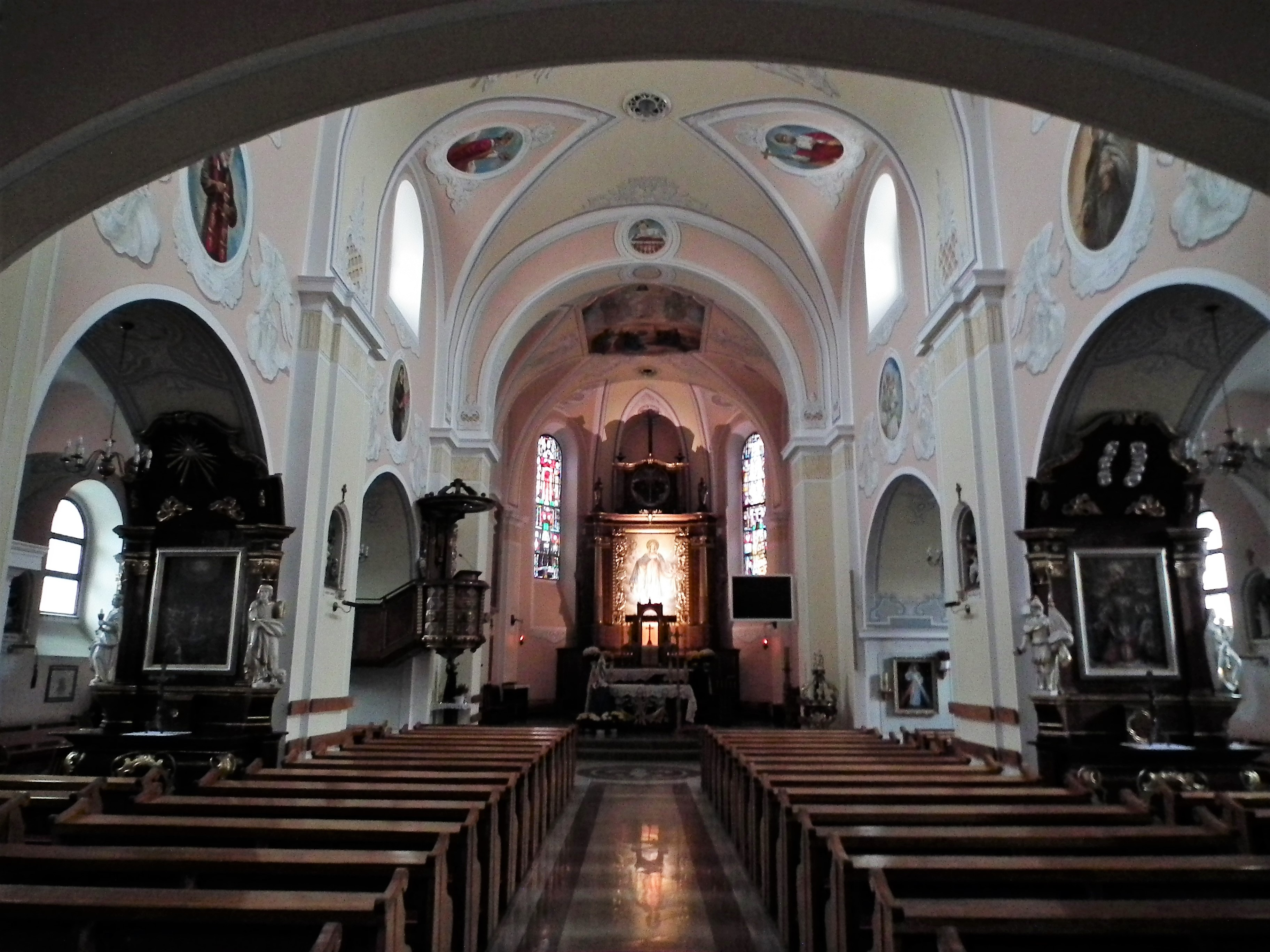
Wnętrze i ołtarz

Jest to budowla trójnawowa, bazylikowa z prezbiterium o dwóch przęsłach, niższym od nawy głównej, zamkniętym wielokątnie. Korpus nawowy o trzech przęsłach pokryty jest sklepieniem kolebkowym z lunetami. Nawy boczne od nawy głównej są oddzielone półkolistymi arkadami podpartymi przez filary. Ściany naw i filary oddzielone są podwójnymi pilastrami. Od południa na przedłużeniu nawy bocznej, umieszczona jest kwadratowa kaplica, Kościół posiada ołtarze barokowe z przełomu XVIII i XIX wieku witraże Jana Piaseckiego, wykonane w latach 1948–1949, chrzcielnicę i konfesjonały z końca XVIII stulecia, obrazy z XIX wieku, zabytkową monstrancję oraz inne paramenta i cyboria liturgiczne. Zewnętrzne elewacje boczne posiadają oszkarpowania. Organy mają 13 głosów. Brak jakichkolwiek informacji na temat daty ich zbudowania oraz budowniczego.